# José Vicente Faria Lima
José Vicente Faria Lima (Rio de Janeiro, 7 de outubro de 1909 – Rio de Janeiro, 4 de setembro de 1969) foi um engenheiro militar e político brasileiro.

## Formação e carreira militar
Filho de João Soares de Lima, imigrante português vindo ao Brasil com apenas oito anos de idade que trabalhava no Arsenal da Marinha, e de Castorina de Faria descendente de velha estirpe espírito-santense. É irmão do almirante Floriano Peixoto Faria Lima, presidente da Petrobras nos anos de 1973 a 1974 e governador do Estado do Rio de Janeiro entre os anos de 1975 e 1979. Seu outro irmão, Roberto de Faria Lima, foi inspetor geral da Aeronáutica em 1974.
Com 21 anos de idade foi graduado Oficial Aviador, logo depois iniciou sua carreira na aviação militar do exército, (depois incorporada pela Força Aérea Brasileira), chegando em 1958 a Brigadeiro do ar. Antes, no Colégio Militar, já havia mostrado ser um aluno aplicado. Na década de 1930, juntamente com Eduardo Gomes, do tenente Wanderley e do capitão Montenegro, voou muito pelo interior do país, fazendo as linhas do Correio Aéreo Nacional, sobrevoando por todo os recantos do território brasileiro, em uma missão de assistência e ligação desde os sertões até o litoral, que até então eram inacessíveis para populações do Brasil Central, do Mato Grosso e da Amazônia.
Na FAB fez cursos de aviador militar, de observador e de engenharia aeronáutica, especializando-se em engenharia na Escola Superior de Aeronáutica da Porta de Versalhes, na França, se destacando entre os alunos estrangeiros da escola. Participou da criação do Ministério da Aeronáutica e competiu com Nero Moura, no início da Segunda Guerra Mundial, para ser comandante do 1º Grupo de Aviação de Caça, mas, com especialidade na área técnica, cedeu seu lugar ao então major combatente, posteriormente se tornando assistente técnico do então Ministro Salgado Filho. Foi chefe da comissão da Aeronáutica nos Estados Unidos, em Washington, apesar das dificuldades, conseguiu suprir a aviação brasileira com material de voo necessário. Em 1948, tornou-se comandante do Parque de Aeronáutica de São Paulo, até o ano de 1954.
Chamado por Jânio Quadros, em 1955 assumiu a presidência da Vasp, transformando-a em uma das melhores empresas de aviação do país. Foi secretário de Estado da Viação e Obras Públicas, no governo Jânio Quadros, tendo permanecido no cargo durante a gestão Carvalho Pinto com administração exemplar. No ano de 1958, foi nomeado brigadeiro-do-ar, ainda exercendo a função de secretário, em que permaneceu até o ano de 1961, quando foi nomeado, pelo então presidente, Jânio Quadros, ao cargo de presidente do Banco Nacional de Desenvolvimento Econômico (BNDE), cargo que permaneceu entre os meses de março a setembro, até a renúncia de Jânio Quadros.

## Prefeitura de São Paulo

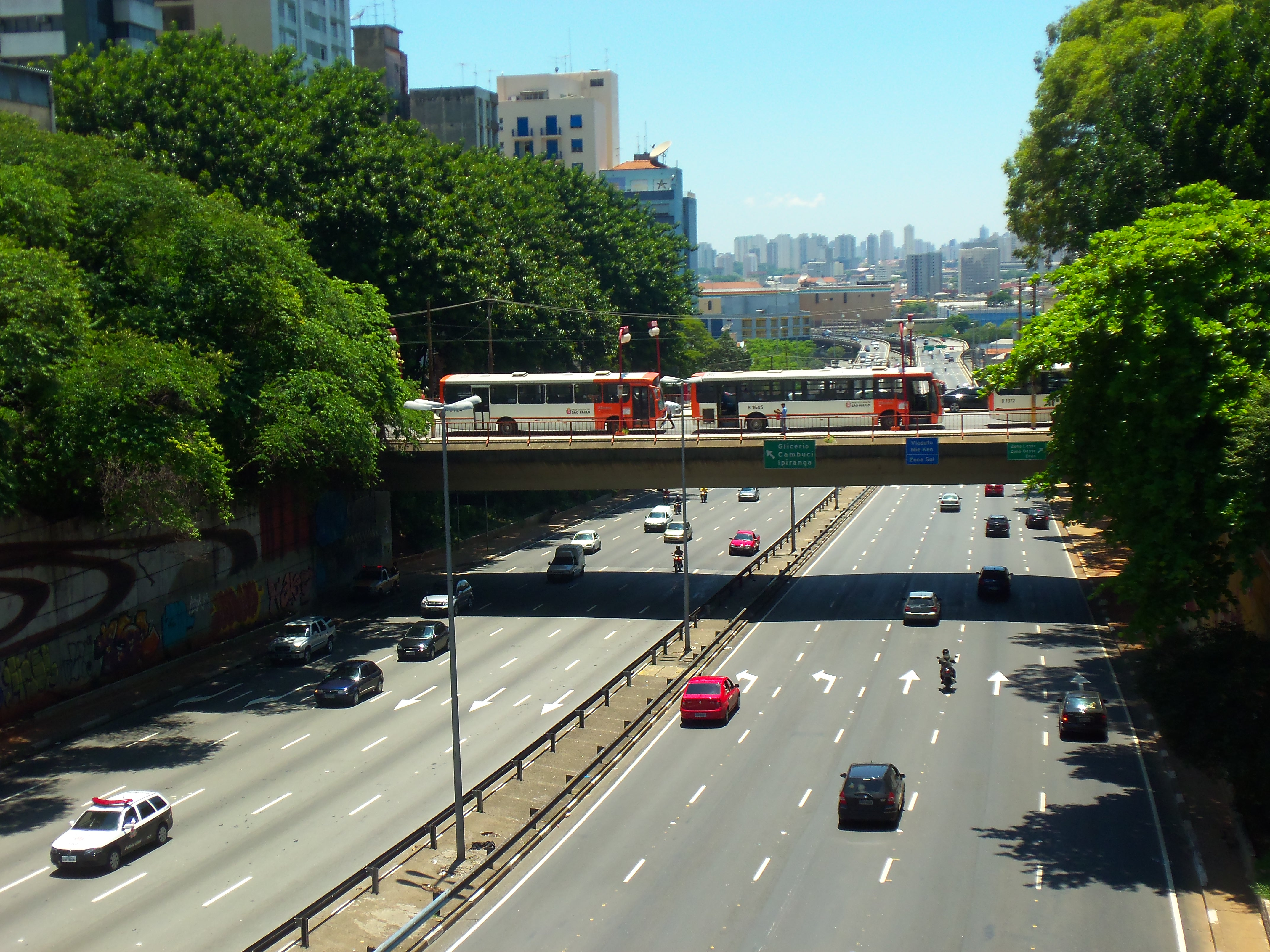
Faria Lima teve uma gestão marcada por grandes obras. Na imagem, trecho da Radial Leste.

Em 22 março de 1965, foi eleito por voto direto ao cargo prefeito de São Paulo, disputando as eleições com o então vice-governador Laudo Natel, do Partido Republicano (PR), o senador Auro de Moura Andrade, do Partido Social Democrático (PSD), o deputado federal Franco Montoro, do Partido Democrata Cristão (PDC), o senador Lino de Matos, do Partido Trabalhista Nacional (PTN) e o engenheiro Paulo Egídio Martins. Assumiu a prefeitura de São Paulo no mês seguinte, sucedendo Francisco Prestes Maia.
Sua gestão foi considerada excepcional pelo volume de obras e pela profunda alteração que promoveu na paisagem urbana da cidade. Para descentralizar a ação administrativa, a cidade de São Paulo foi dividida em 12 regiões, em que cada uma delas contava com subprefeitos e funcionários que eram responsáveis em acompanhar e levantar as necessidades de cada região.
Durante sua administração, Faria Lima notabilizou-se pelas diversas obras, entre elas a Marginal Tietê, a Marginal Pinheiros, avenidas Sumaré, Radial Leste, Vinte e Três de Maio, Rubem Berta, promovendo o alargamento e duplicando, dentre outras, a rua da Consolação e as avenidas Rebouças, Sumaré, Pacaembu, Cruzeiro do Sul e Rio Branco. Foram construídos inúmeros viadutos, como o Alcântara Machado, considerado um dos maiores da América Latina, mercados distritais, pavimentação de ruas, iluminação e logradouros públicos, como a praça Roosevelt, além de obras nas áreas de saúde, educação, bem-estar social etc. Foi durante este período que o serviço de bondes foi extinto em São Paulo, em 1967. Faria Lima começou as obras do Metrô de São Paulo, com a Companhia de Metrô em dezembro de 1968.
Foi também, durante sua gestão, que Faria Lima teve a iniciativa de criar um concurso para a criação de um piso padrão para as calçadas paulistanas, tendo como resultado a arte premiada de Mirthes Bernardes, representando de maneira minimalista o mapa do Estado de São Paulo em preto e branco, que tornou-se um dos principais símbolos da cidade.
Entre as obras para a melhoria do trânsito de São Paulo, Faria Lima começou a construção de uma avenida ligando os bairros de Pinheiros e Itaim Bibi. Após a sua morte a avenida, que se chamaria Radial Oeste, recebeu o nome de Avenida Brigadeiro Faria Lima em sua homenagem.
Sua eficiência administrativa fez com que Faria Lima ganhasse prestigio político no nacionalmente, chegando a ser considerado, ao lado do senador Carvalho Pinto e do governador Abreu Sodré, uma das três maiores forças políticas do Estado. Faria Lima só se filiou ao ARENA em maio de 1968, visando garantir sua chance de disputar o governo de São Paulo.
Faria Lima faleceu no dia 4 de setembro de 1969, no Rio de Janeiro, um ano antes das eleições que pretendia concorrer.

## Homenagem Quarup
Recebeu homenagem post-mortem em cerimônia indígena de despedida, o quarup. Além dele, poucos não índios receberam essa homenagem: o Marechal Rondon o antropólogo Darcy Ribeiro, os irmãos Vilas-Boas (Leonardo, Cláudio, Orlando e Álvaro) e Noel Nutels. Quando era piloto da FAB, o Brigadeiro prestou serviços de transporte à área ocupada desde 1961 pelo Parque do Xingu. O último quarup para um homem branco foi realizado em memória do sertanista Orlando Villas Boas. O cacique Aritana dos Yawalapiti do Alto Xingu, decidiu: "Agora não vai ter mais quarup para branco. Acabou. O Orlando foi o último", disse ele.